# Adam Irigoyen
Adam Irigoyen (Miami, 5 augustus 1997) is een Amerikaans acteur, danser en zanger. Hij is vooral bekend voor zijn rol als Deuce Martinez in de Disney Channel-serie Shake It Up.

## Levensloop
Adam Irigoyen werd geboren op 5 augustus 1997 in Miami, Florida. Hij komt uit een gezin met drie kinderen, hij heeft een jongere broer en een oudere zus. Irigoyen is van Cubaanse afkomst, naast Engels spreekt hij ook vloeiend Spaans.

## Carrière
Irigoyen begon zijn carrière op elfjarige leeftijd. Zijn eerste televisierol kreeg hij in 2009, in de Disney Channel-serie Wizards of Waverly Place vertolkte hij een gastrol. Sinds 2010 maakt Irigoyen met zijn rol als Deuce Martinez deel uit van de vaste cast van de Disney Channel-serie Shake It Up. Daarnaast speelde hij ook rollen in onder andere Good Luck Charlie, Zapping Zone en Peter Punk.

## Filmografie
| Televisie   | Televisie                       | Televisie           | Televisie                        |
| Jaar        | Televisieserie                  | Rol                 | Opmerkingen                      |
| ----------- | ------------------------------- | ------------------- | -------------------------------- |
| 2009        | Wizards of Waverly Place        | Max' nieuwe geweten |                                  |
| 2010-2013   | Shake It Up                     | Deuce Martinez      |                                  |
| 2011        | Disney Friends for Change Games | zichzelf            |                                  |
| 2011        | Good Luck Charlie               | Deuce Martinez      | Cross-over, Charlie Shakes It Up |
| 2011        | Zapping Zone                    | zichzelf            | Disney Channel Latinoamérica     |
| 2011        | Peter Punk                      | Tito                | Disney XD Latinoamérica          |
| 2016 - 2018 | The Fosters                     | Kyle Snow           | 6 afleveringen                   |

## Discografie
| Jaar | Titel        | Artiesten                                         | Album                       |
| ---- | ------------ | ------------------------------------------------- | --------------------------- |
| 2011 | Monster Mash | Kenton Duty en Davis Cleveland                    | Spooky Buddies Soundstrack  |
| 2011 | Roam         | Caroline Sunshine, Kenton Duty en Davis Cleveland | Treasure Buddies Soundtrack |
| 2012 | Show Ya How  | Kenton Duty                                       | Shake It Up: Live 2 Dance   |
| 2012 | School Girl  | -                                                 | -                           |

## Prijzen en nominaties
| Jaar | Prijs               | Categorie | Werk        | Resultaat   |
| ---- | ------------------- | --- | ----------- | ----------- |
| 2011 | Young Artist Awards | Outstanding Young Ensemble in a TV Series (gedeeld met Zendaya, Bella Thorne, Davis Cleveland,Roshon Fegan, Kenton Duty en Caroline Sunshine) | Shake It Up | Genomineerd |
| 2012 | ALMA Awards         | Favoriete tv-acteur in bijrol | Shake It Up | Genomineerd |
| 2012 | Young Artist Awards | Outstanding Young Ensemble in a TV Series (gedeeld met Zendaya, Bella Thorne, Davis Cleveland,Roshon Fegan, Kenton Duty en Caroline Sunshine) | Shake It Up | Genomineerd |

- International Standard Name Identifier: 0000 0004 1002 3185
- Library of Congress Control Number: no2013065890
- MusicBrainz: 05e9ffa2-0227-4763-815a-864b593d7d12
- Virtual International Authority File: 304092523
- WorldCat: E39PBJqqyYJ7DyW3XkDy9HdG73